# Landgericht Greding

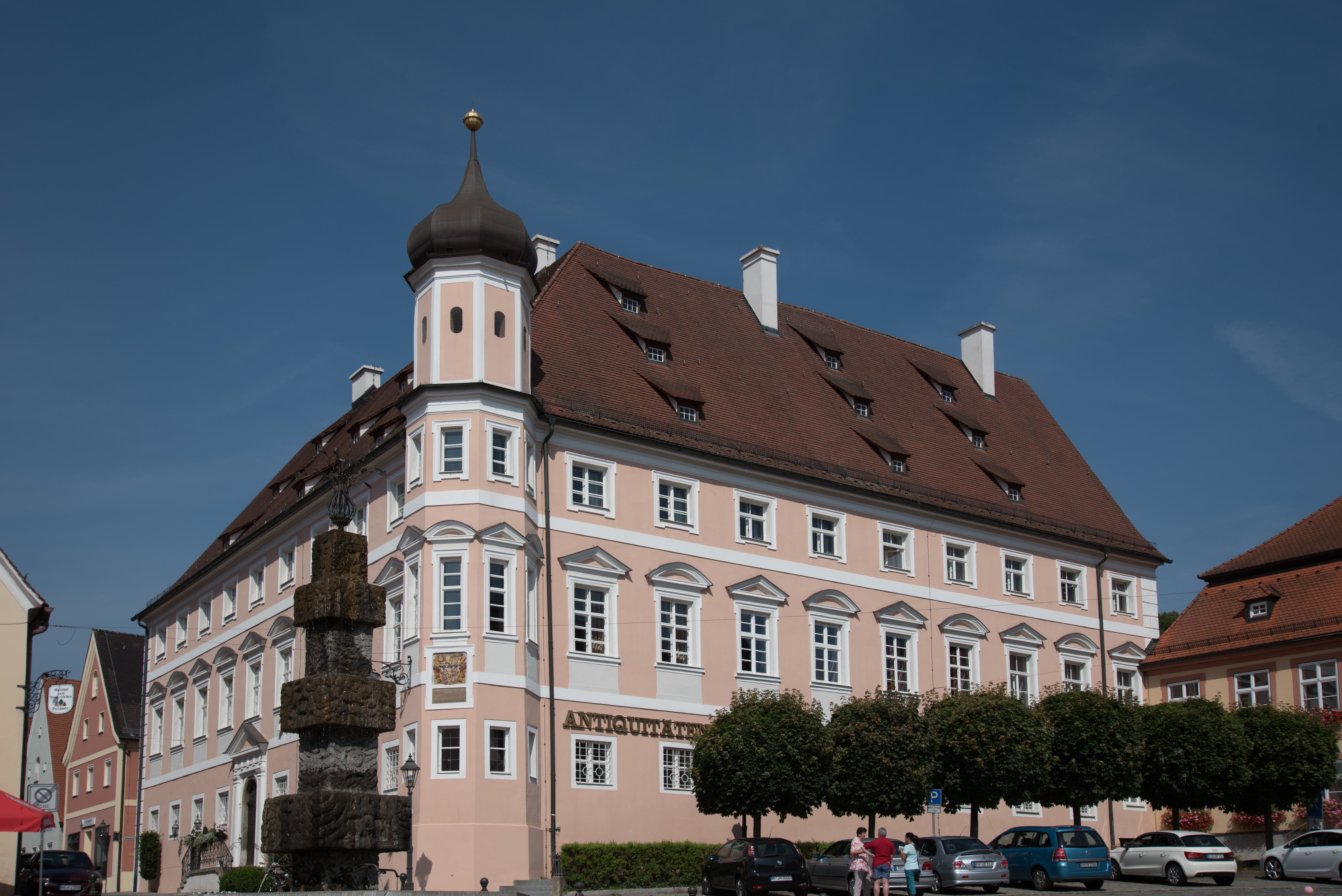
Amtsgebäude

Das Landgericht Greding war ein von 1812 bis 1879 bestehendes bayerisches Landgericht älterer Ordnung mit Sitz in Greding im heutigen Landkreis Roth. Das Landgericht war im ehemaligen fürstbischöflichen Schloss an der Nürnberger Straße 1 untergebracht.

## Geschichte
Bis zur Säkularisation 1802 gehörte Greding zum Hochstift Eichstätt und kam dann an Bayern. 1812 wurde im Verlauf der Verwaltungsneugliederung Bayerns das Landgericht Raitenbuch nach Greding verlegt. Das Landgericht Greding gehörte bis 1817 zum Oberdonaukreis, danach zum Rezatkreis.

## Lage
Das Landgericht Greding grenzte im Westen an das Herrschaftsgericht Ellingen (bzw. später Landgericht Ellingen), im Süden an das Landgericht Kipfenberg und im Osten an das Landgericht Hilpoltstein.

## Struktur
Das Landgericht wurde in 17 Steuerdistrikte aufgeteilt, die vom Rentamt Greding verwaltet wurden:
- Bergen mit Dannhausen, Fallhaus bei Geyern, Geyern, Kaltenbuch, Syburg und Thalmannsfeld;
- Erkertshofen mit Götzelshard und Sornhüll;
- Eysölden mit Fallhaus bei Stauf, Neumühle, Pyras, Stauf und Steindl;
- Gersdorf mit Bechthal, Bergmühle und Stadelhofen;
- Grafenberg mit Bleimerschloß, Kraftsbuch und Linden;
- Greding mit Achmühle, Bruckmühle, Distelmühle, Fritzenaumühle, Hausen, Hofmühle, Mettendorf, Mittelmühle und Petermühle;
- Großhöbing mit Günzenhofen, Schutzendorf und Wildbad;
- Großnottersdorf mit Esselberg;
- Kaldorf mit Heiligenkreuz und Petersbuch;
- Landersdorf mit Feinschluck, Göllersreuth, Hundszell, Kätzelmühle, Kleinhöbing und Waizenhofen;
- Morsbach mit Ablaßmühle, Altdorf, Emsing, Furtmühle, Hainmühle, Hegelohe, Herlingshard und Maierfeld;
- Nennslingen mit Burgsalach, Gutzenmühle, Indernbuch, Kappelhof, Kolbenmühle, Panzermühle, Pfraunfeld, Schwabenmühle und Steinmühle;
- Offenbau mit Appenstetten, Aue, Dixenhausen, Graßhöfe, Kammühle, Kochsmühle, Lohen, Schwimbach und Westerholz;
- Raitenbuch mit Reuth und St. Egidi;
- Thalmässing mit Alfershausen, Eckmannshofen, Gebersdorf, Hagenich und Stetten;
- Titting mit Aichmühle, Bürg, Hornmühle, Mantlach, Michellohe, Oberkesselberg, Obermühle, Sammühle, Tafelmühle und Unterkesselberg;
- Wengen mit Biburg, Reichersdorf, Reinwarzhofen und Ruppmannsburg.

1818 gab es im Landgericht Greding 11467 Einwohner, die sich auf 2765 Familien verteilten und in 2168 Anwesen wohnten.
1820 gehörten 49 Ruralgemeinden zum Landgericht:
- Alfershausen;
- Altdorf mit Furtmühle, Hegelohe und Maierfeld;
- Aue mit Kochsmühle und Westerholz;
- Bechthal mit Bergmühle;
- Bergen;
- Biburg;
- Burgsalach;
- Dixenhausen mit Graßhöfe:
- Emsing mit Ablaßmühle und Herlingshard;
- Erkertshofen mit Götzelshard und Sornhüll;
- Esselberg;
- Eysölden mit Neumühle;
- Gersdorf;
- Geyern mit Fallhaus bei Geyern
- Grafenberg;
- Greding mit Achmühle, Bruckmühle, Distelmühle, Fritzenaumühle, Hofmühle, Mittelmühle und Petermühle;
- Großhöbing mit Günzenhofen und Wildbad;
- Großnottersdorf;
- Hagenich mit Eckmannshofen und Gebersdorf;
- Hausen;
- Indernbuch;
- Kaldorf;
- Kaltenbuch;
- Kesselberg mit Aichmühle, Bürg, Hornmühle, Oberkesselberg, Tafelmühle und Unterkesselberg;
- Kleinhöbing;
- Kraftsbuch mit Bleimerschloß und Linden;
- Landersdorf mit Feinschluck, Göllersreuth, Hundszell und Kätzelmühle;
- Lohen mit Kammühle;
- Mantlach;
- Mettendorf;
- Morsbach mit  Hainmühle;
- Nennslingen mit Gutzenmühle, Kappelhof, Kolbenmühle, Panzermühle, Schwabenmühle und Steinmühle;
- Offenbau;
- Petersbuch mit Heiligenkreuz;
- Pfraunfeld;
- Pyras;
- Raitenbuch;
- Reinwarzhofen;
- Reuth mit St. Egidi;
- Ruppmannsburg mit Reichersdorf;
- Schwimbach mit Appenstetten und Stetten;
- Stadelhofen;
- Stauf Fallhaus bei Stauf und Steindl;
- Schutzendorf;
- Thalmannsfeld mit Dannhausen und Syburg;
- Thalmässing;
- Titting mit Michellohe, Obermühle und Sammühle;
- Waizenhofen;
- Wengen.

1840 hatte das Landgericht Greding eine Fläche von 41⁄2 Quadratmeilen (≈232 km²). Es gab 13297 Einwohner (6367 Katholiken, 6560 Protestanten, 370 Juden), 108 Ortschaften (1 Stadt, 4 Märkte, 14 Pfarrdörfer, 27 Kirchdörfer, 10 Dörfer, 10 Weiler und 42 Einöden) und 49 Gemeinden (1 Stadtgemeinde, 4 Marktgemeinden und 44 Landgemeinden).
Am 1. Oktober 1857 trat eine Restrukturierung in Kraft, die die Wegstrecken der Einzelorte zu den Amtsorten verkürzen sollte:
- Die Gemeinden Bechthal, Burgsalach, Gersdorf, Indernbuch, Nennslingen, Raitenbuch und Reuth wurden an das Landgericht Weißenburg abgegeben;
- die Gemeinden Bergen, Geyern, Kaltenbuch, Pfraunfeld und Thalmannsfeld wurden an das Landgericht Ellingen abgegeben;
- die Gemeinden Herrnsberg, Kaising, Kleinnottersdorf, Landerzhofen, Obermässing, Österberg, Röckenhofen, Untermässing kamen vom Landgericht Beilngries hinzu;
- die Gemeinde Euerwang kam vom Landgericht Kipfenberg hinzu.[4]